# FastPass

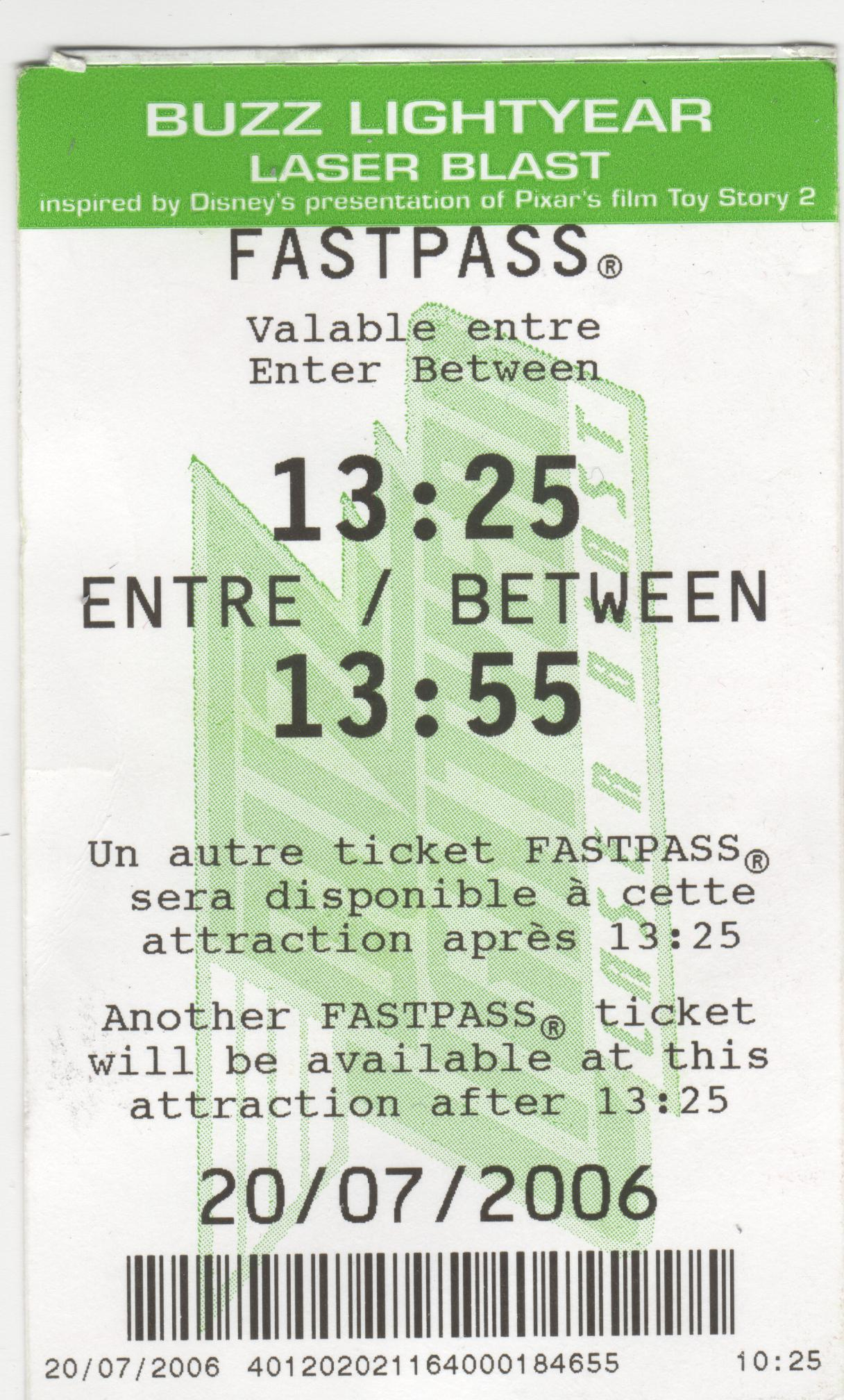
Voorbeeld van een FastPass

FastPass is een gratis beschikbare snelpas binnen de Walt Disney Parks and Resorts waarbij een deel van de wachtrij bij attracties kan worden overgeslagen.
Het systeem is in 1999 ingevoerd door The Walt Disney Company en wordt gebruikt bij drukke attracties. Van de totale capaciteit van deze attracties wordt een aantal 'gereserveerd' voor gebruikers van een FastPass. De tickets zijn verkrijgbaar bij machines buiten de betreffende attractie. Iemand die van de dienst gebruikmaakt, krijgt - naast zijn toegangskaart terug - een FastPass-ticket. Op de FastPass staat een periode vermeld waarin de gebruiker gebruik kan maken van een speciale wachtrij. Deze periode loopt meestal uiteen van 15 minuten voor theatervoorstellingen tot 1 uur voor attracties. Als de bezoeker binnen het aangegeven tijdsbestek terugkeert, kan hij aansluiten in een speciale wachtrij voor FastPass-gebruikers, welke vaak vele malen korter is dan de normale wachtrij.
Per toegangskaart kan maar één FastPass-ticket tegelijkertijd worden gehouden. Een nieuwe FastPass kan verkregen worden vanaf het moment dat de terugkeertijd van de eerste FastPass is begonnen of na twee uur, afhankelijk van wat eerder is. Deze tijd staat ook aangegeven op de FastPass. Wanneer men voordat dit het geval is toch een nieuwe ticket probeert te verkrijgen, wordt een kaartje uitgeprint waarop staat wanneer een nieuwe ticket verkregen kan worden.
In de tussentijd kan de persoon een andere attractie of een eetgelegenheid of winkel bezoeken. Het idee achter de service is dat mensen, die als ze in de rij staan niet kunnen consumeren, zo toch geld kunnen besteden aan bijvoorbeeld eten of souvenirs. Doordat er maar een beperkt aantal FastPass-tickets beschikbaar is, zal de periode dat de bezoeker terug kan komen, naarmate de dag vordert, steeds later worden.
Het voordeel van het FastPass-systeem is dat bezoekers hun wachttijd niet in de rij hoeven door te brengen. Het nadeel is dat de bezoekers die geen gebruik maken van een FastPass-ticket, soms onbekend met het systeem, door de extra FastPass-rij juist langer moeten wachten.